# Robert Lamartine
Robert Lamartine (15 de juny de 1935 - 16 de gener de 1990) va ser un migcampista de futbol francès. Va jugar com a titular la final de la Copa d'Europa de 1959, que l'Stade de Reims va perdre contra el Reial Madrid al Neckarstadion de Stuttgart, i que suposà la quarta Copa d'Europa consecutiva per als blancs.